# Katholieke Kerk in Burundi

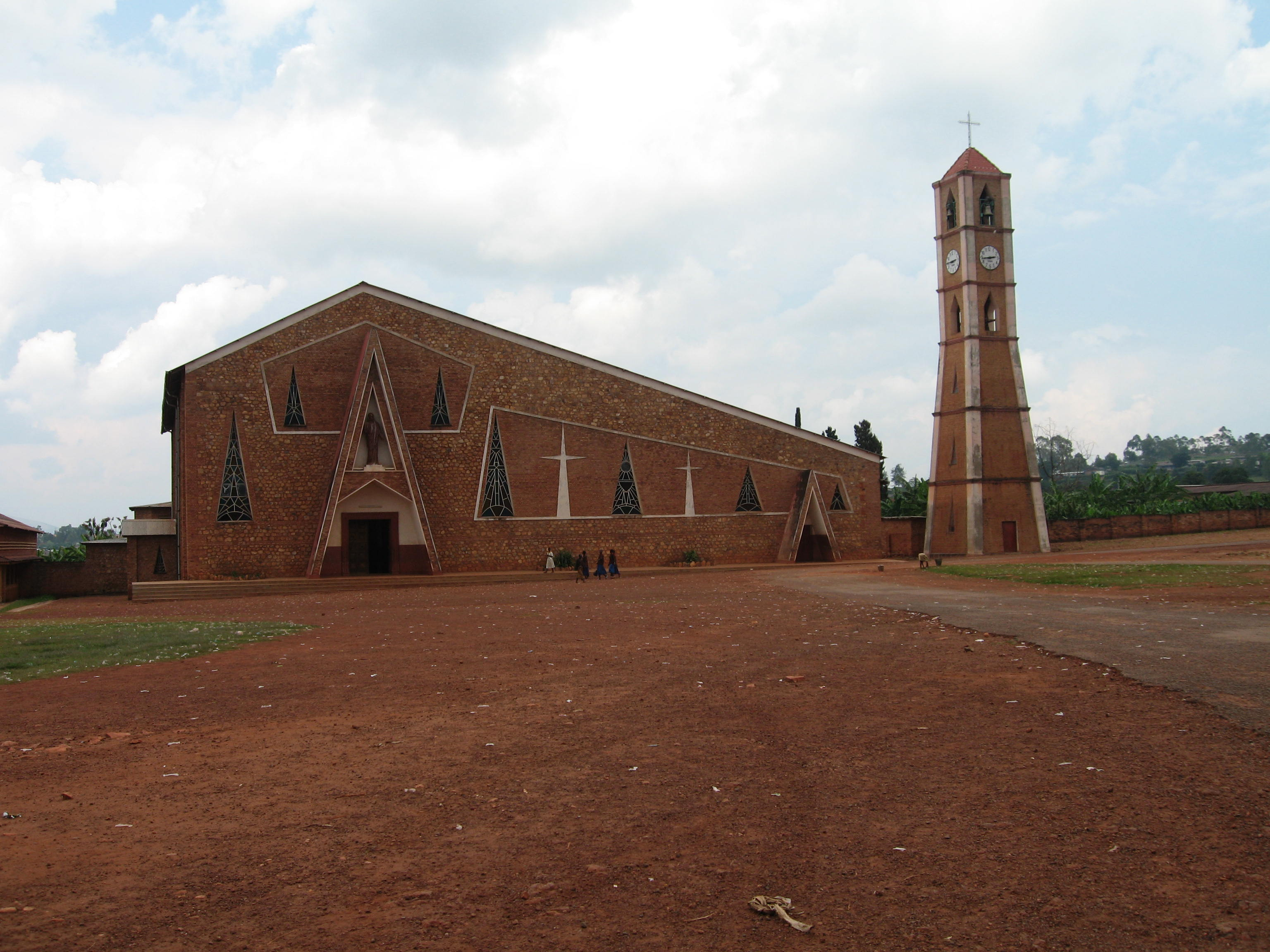
kathedraal van Gitega

De Katholieke Kerk in Burundi is een onderdeel van de wereldwijde Rooms-Katholieke Kerk, onder het geestelijk leiderschap van de paus en de curie in Rome.
In 2005 waren ongeveer 4.445.000 (67%) van de 6.600.000 inwoners van Burundi lid van de Katholieke Kerk.
Het land is ingedeeld in 8 bisdommen verdeeld over 2 kerkprovincies. De bisschoppen zijn lid van de bisschoppenconferentie van Burundi (Conférence des Evêques catholiques du Burundi). President van de bisschoppenconferentie is sinds juli 2007 Evariste Ngoyagoye, aartsbisschop van Bujumbura. Verder is men lid van de Association des Conférences Episcopales de l’Afrique Centrale en de Symposium des Conférences Episcoaples d’Afrique et de Madagascar.
Apostolisch nuntius voor Burundi is sinds 7 oktober 2021 aartsbisschop Dieudonné Datonou.
Paus Johannes Paulus II bezocht van 5 tot 7 september 1990 het land en deed Bujumbura aan.

## Bisdommen

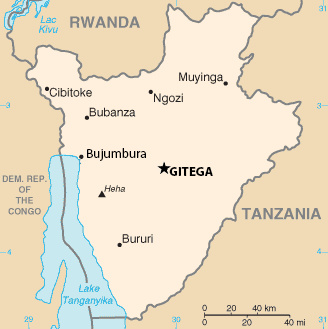
Kaart van Burundi

| - Aartsbisdom - Bisdom |

- Bujumbura
  - Bubanza
  - Bururi
- Gitega
  - Muyinga
  - Ngozi
  - Rutana
  - Ruyigi

## Nuntius
- Apostolisch nuntius
  - Aartsbisschop Vito Roberti (1963 – 15 augustus 1965)
  - Aartsbisschop Émile André Jean-Marie Maury (11 juni 1965 – 1967)
  - Aartsbisschop William Aquin Carew (27 november 1969 – 10 mei 1974)
  - Aartsbisschop Nicola Rotunno (29 juni 1974 – 13 april 1978)
  - Aartsbisschop Donato Squicciarini (31 augustus 1978 – 16 september 1981)
- Apostolisch pro-nuntius
  - Aartsbisschop Bernard Henri René Jacqueline (24 april 1982 – oktober 1985)
  - Aartsbisschop Pietro Sambi (10 oktober 1985 – 28 november 1991)
  - Aartsbisschop Rino Passigato (16 december 1991 – 18 maart 1996)
- Apostolisch nuntius
  - Aartsbisschop Emil Paul Tscherrig (4 mei 1996 – 8 juli 2000)
  - Aartsbisschop Michael Aidan Courtney (18 augustus 2000 – 29 december 2003)
  - Aartsbisschop Paul Gallagher (22 januari 2004 – 19 februari 2009)
  - Aartsbisschop Franco Coppola (16 juli 2009 - 31 januari 2014)
  - Aartsbisschop Wojciech Załuski (15 juli 2014 - 29 september 2020)
  - Aartsbisschop Dieudonné Datonou (7 oktober 2021 - heden).